# Wilshire/Vermont (Metro de Los Ángeles)
Wilshire/Vermont es una estación en la línea B y D del Metro de Los Ángeles y es administrada por la Autoridad de Transporte Metropolitano del Condado de Los Ángeles. La estación se encuentra localizada en los distritos de Mid-Wilshire/Koreatown, Los Ángeles en entre el Bulevar Wilshire y la Avenida Vernon.

## Servicios
- Metro Local: 18, 20, 51, 52, 201, 204, 352
- Metro Rapid: 720, 754, 920
- Foothill Transit: 481
- LADOT DASH: Wilshire Center / Koreatown